# Fotogrammi d'argento 2022
La 72ª edizione dei Fotogrammi d'argento, assegnati dalla rivista spagnola di cinema Fotogramas, si è svolta il 5 aprile 2022.
La cerimonia è stata presentata da Toni Acosta.

## Premi e candidature

### Miglior film spagnolo
- Espíritu Sagrado, regia di Chema García Ibarra

### Miglior film straniero
- First Cow, regia di Kelly Reichardt

### Fotogrammi d'onore
- Ana Belén

### Miglior attrice cinematografica
- Penélope Cruz - Madres paralelas
- Blanca Portillo - Una donna chiamata Maixabel (Maixabel)
- Begoña Vargas - Le leggi della frontiera (Las leyes de la frontera)

### Miglior attore cinematografico
- Javier Bardem - Il capo perfetto (El buen patrón)
- Luis Tosar - Una donna chiamata Maixabel (Maixabel)
- Paco León - Mamá o papá

### Miglior attrice televisiva
- Najwa Nimri - La casa di carta (La casa de papel)
- Ana Rujas - Cardo
- María Pujalte - Venga Juan

### Miglior attore televisivo
- Javier Cámara - Venga Juan
- Álvaro Morte - La casa di carta (La casa de papel)
- Carlos González - Maricón perdido

### Miglior attrice teatrale
- Alba Flores - Shock 2. La tormenta y la guerra
- Belén Cuesta - El hombre almohada
- Irene Escolar - Atraco, paliza y muerte en Agbanäspac

### Miglior attore teatrale
- Juan Diego Botto - Una noche sin luna
- Imanol Arias - Muerte de un viajant
- Francesco Carril - El bar que se tragó a todos los españoles

### Miglior film spagnolo secondo i lettori
- Una donna chiamata Maixabel (Maixabel)
- Madres paralelas
- Il capo perfetto (El buen patrón)

### Miglior serie TV spagnola secondo i lettori
- La casa di carta (La casa de papel)
- Maricón perdido